# Байсерке Кулышулы
Кулышулы Байсерке (1841, Шуский р-н Жамбылской области — 1906, там же), — казахский народный музыкант-исполнитель второй половины XIX века, домбрист, кюйши. Основоположник школы жетысуской домбыровой музыки.
Сохранилось всего несколько кюев Байсерке, но и они позволяют говорить о самостоятельной манере, повлиявшей на некоторых позднейших кюйши, — позволяют говорить о «школе Байсерке», популярной в области между Алтаем и Алатау.
Все известные кюи Байсерке вошли в подготовленный сборник.

## Биография
Происходит из рода жаныс племени дулат Большая заслуга в исследовании творчества Байсерке принадлежит казахскому музыковеду Ахмету Жубанову, — в своей знаменитой книге «Струны столетий» (Алма-Ата, 1958) он первый собрал и опубликовал сведения об этом кюйши, записал его стихи, привёл краткую биографию и дал музыкально-аналитическую характеристику его произведениям. При этом Жубанов, как и о многих других героях книги, использовал сведения, собранные лично у очевидцев и ближайших потомков.
Отец Байсерке был правнуком того самого Отеген-батыра, подвиги которого воспеваются в известном эпосе Жамбыла. Кулышулы с детства знал множество произведений народного творчества и хорошо освоил игру на домбре, в так называемой «традиции шертпе», — восточно-казахском стиле, для которого характерна игра перебором то в одну, то в другую сторону с редкими ударами кистью правой руки.
Кулышулы был при этом ещё и хороший наездник, джигит, и свой первый коротенький кюй, «Ат ойын» («Игра коня», ставший очень популярным), по словам Жубанова, написал, чтобы конь под ним «танцевал» под музыку, поражая других джигитов (особенно, из русских казачьих станиц), выучкой. Позже Байсерке ещё глубже проник в традиции казахской инструментальной музыки, в гармонию и возможности домбры, и вошёл в число лучших народных музыкантов-мастеров, напоминая современникам виртуозного домбриста предыдущего поколения Таттимбета.
Кюи Байсерке «требуют особого исполнительского мастерства», — соблазняясь техникой игры, их исполняли даже киргизские комузисты. Ритм и мелодия известных произведений довольно разнообразны; характерны лиричность, речитативы, артистизм, созерцательность («Жекпе-жек», «Солқылдақ», «Keпip», «Келіншек», «Булкілдек», «Төрт қарға»). В «философическом» кюе «Төрт қарға» воссоздаются картины народного бедствия во время массового падежа скота (джута) и следующих за этим испытаний; в героическом кюе «Ұран күй», Байсерке призывал во всём следовать примеру храбрых батыров, восстававших против несправедливости.
Кюи Байсерке передали потомству домбристы начала XX века Кожабек Жанбасов и Сатканбай Олмесулы. Позже их поддержали домбристы К. Таубаев и Т. Ахметов.